# 387
| 387                |
| ------------------ |
| Dødsfald - Fødsler |
|                    |

| Gregoriansk kalender | 387 CCCLXXXVII          |
| Ab urbe condita      | 1140                    |
| Armensk kalender     | I/T                     |
| Kinesiske kalender   | 3083 – 3084 丙戌 – 丁亥 |
| Etiopisk kalender    | 379 – 380               |
| Jødisk kalender      | 4147 – 4148             |
| Hindukalendere       |                         |
| - Vikram Samvat      | 442 – 443               |
| - Shaka Samvat       | 309 – 310               |
| - Kali Yuga          | 3488 – 3489             |
| Iransk kalender      | 235 BP – 234 BP         |
| Islamisk kalender    | 242 BH – 241 BH         |